# Poluga
 Ovo je glavno značenje pojma Poluga. Za druga značenja pogledajte poluga (razdvojba).
Poluga je čvrsto tijelo, najčešće u obliku ravna ili zakrivljena štapa, koje se pod utjecajem sila može zakretati oko jedne osi. Sile koje djeluju na polugu u ravnini okomitoj na os mogućega zakretanja, pomnožene s udaljenostima njihova pravca djelovanja od osi (krak sile), daju momente sile, koji su to veći što je i udaljenost veća. Poluga je u ravnoteži kada je algebarski zbroj svih momenata koji djeluju na polugu jednak nuli (zakon poluge). Djelovanjem male sile na velikom kraku mogu se ostvariti na malom kraku velike sile i obrnuto. Time se razmjerno malim silama mogu svladati velika opterećenja, a na tom principu djeluju različiti alati (škare, kliješta), naprave (polužna vaga, kantar, pedala ili papučica, stezna poluga) ili složeniji mehanizmi, kod osjetljivih pak sprava, na primjer kod pincete (ponekad se naziva i poluga trećeg reda), može se od veće sile postići manja. Poluga može biti dvokraka (poluga prvoga reda), kod koje sile djeluju na suprotnim stranama od osi zakretanja, ili jednokraka (poluga drugoga reda), gdje su sve sile s jedne strane u odnosu na os. Poluga se povijesno, uz kosinu, kolotur i hidrauličnu prešu, ubraja u jednostavne strojeve. Postavljanje zakona poluge pripisuje se grčkom matematičaru i izumitelju Arhimedu.

## Ravnoteža poluge
Uvjet za ravnotežu na poluzi je da algebarski zbroj momenata sile bude jednak nuli. Taj uvjet ravnoteže vrijedi bez obzira da li na poluzi djeluju dvije sile ili više njih. 
{\displaystyle M_{1}=F_{1}\cdot D_{1}=F_{2}\cdot D_{2}=M_{2}\!}
Ako promatramo polugu ne osvrčući se na njenu težinu, to jest ako težinu poluge ne uzimamo u proračun, kažemo da je to matematička poluga, a ako težinu poluge uzimamo u obzir, imamo fizičku polugu.

## Primjena poluge
Poluga se primjenjuje u različitim oblicima gotovo kod svih strojeva i ima uopće veliku primjenu u tehnici i tehnologiji.

### Vaga
Vaga je mjerni instrument za određivanje mase uspoređivanjem težine. Kao vaga najčešće služi kruto tijelo obješeno iznad ili poduprto ispod svojega težišta, tako da se može okretati oko vodoravne osi. Polužna vaga ima jednake krakove, dok kantar nema jednake krakove (vaga u kojoj je omjer krakova 1 : 10 naziva se decimalnom vagom, a ako je 1 : 100 centezimalnom vagom).

### Kliješta
Kliješta čine dvokraku polugu kojom se pritisak ruke na duljem kraku prenosi na stisnuti predmet u čeljustima. Kako je krak malen, to je proizvedeni pritisak (tlak) u čeljustima velik. Prema namjeni ima kliješta različitih oblika. 

### Škare
Škare (njem. Schere < starovisokonjem. skāri) su alat za rezanje, koji se sastoji od dviju oštrica postavljenih jedna nasuprot drugoj. Obično djeluju na principu poluge promjenljiva reznoga kraka, pa se kod jednoga reza sila rezanja mora povećavati. Prema vrsti i debljini materijala koji se reže, škare se razlikuju po izvedbi i veličini. Ručne škare imaju oštrice spojene jednim zglobom i prikladan rukohvat, a rabe se za rezanje tanjih i mekših materijala, na primjer papira, tkanine, kose i drugo. Vrtne škare (na primjer za rezanje granja) i škare za meso opremljene su oprugom koja ih otvara. Za rezanje tanjih limova rabe se škare za lim koje su nalik ostalim ručnim škarama, dok se za deblje limove rabe stolne polužne škare, a za limove deblje od 3 mm i strojne škare, pokretane elektromotorom. Takve su vrste škara različitih veličina i snaga, a najviše se primjenjuju u brodogradnji i kotlogradnji. Kombinirane strojne škare opremljene su i specijalnim oštricama za rezanje čeličnih profila, okrugloga željeza i drugih poluproizvoda. Postoji posebna vrsta strojnih škara za kružno isijecanje limova, za rasijecanje limenih ploča u vrpce i slično. Njezine su oštrice u obliku kotačića s oštrim bridom među koje se utiskuje materijal koji se želi rasjeći. Električne škare kao ručni alat različitih su izvedbi, a namijenjene su krojenju tekstila i rezanju folija (obično s kružnim nožem), rabe se i u vrtlarstvu i slično.

### Pedala
Pedala (njem. pedal < franc. pédale, prema lat. pedalis: nožni) je poluga koja se pokreće nogom, a služi za pogonjenje bicikla, upravljanje radom vozila, stroja i drugo. Naziva se također i papučica.

### Pinceta
Pinceta (franc. pincette) je dvokraka hvataljka za hvatanje i pridržavanje malih predmeta ili takvih koji se ne smiju doticati prstima. U medicini se rabi anatomska pinceta, poprječno izbrazdana pri vrhu, i kirurška pinceta, sa zubićima za pridržavanje tkiva i organa. U filateliji služi za prihvaćanje maraka, u kozmetici za čupanje dlačica.